# 居阿尼
居阿尼（法語：Cuarny）是瑞士联邦西部法语区的沃州下设的一个镇。在行政上属于沃州北汝拉区管辖。居阿尼的总面积为4.57平方公里。截至2010年底，总人口为168。